# Maiolati Spontini
Maiolati Spontini est une commune italienne d'environ 6 235 habitants, située dans la province d'Ancône, dans la région Marches, en Italie centrale.

## Personnalité
Gaspare Spontini (1774-1851), compositeur italien, est né à Maiolati.

## Administration
| Période                                  | Période | Identité | Étiquette | Qualité |
| ---------------------------------------- | ------- | -------- | --------- | ------- |
|                                          |         |          |           |         |
| Les données manquantes sont à compléter. |         |          |           |         |

### Hameaux
Moie

### Communes limitrophes
Belvedere Ostrense, Castelbellino, Castelplanio, Cupramontana, Jesi, Monte Roberto, Rosora, San Marcello.